# Ogniwo Lublin
Ogniwo Lublin – polski klub piłkarski z siedzibą w mieście Lublin, działający w latach 1950–1954.

## Historia
Chronologia nazw:
- 1950: KS [Klub Sportowy] Ogniwo Lublin
- 1954: klub rozwiązano – tworząc KS Ogniwo/Lublinianka

Klub Sportowy Ogniwo został założony w Lublinie w 1950 roku w wyniku odejścia części zawodników z klubu WKS Lublinianka. W 1950 roku drużyna zadebiutowała w rozgrywkach Klasy B Klasa B okręgu Lublin, a w następnym 1951 roku zdobyła awans z Lubelskiej 2 Klasy wojewódzkiej do nowo utworzonej III ligi międzywojewódzkiej, do której trafił spadkowicz z Lublina OWKS Lublin przemianowany na GWKS Lublin (Garnizonowy Wojskowy Klub Sportowy). Cywile zakończyli sezon 1953 na ósmej pozycji, podczas gdy ich rywale wojskowi zajęli piątą lokatę. W 1954 roku, zgodnie z zarządzeniem MON, dotyczącym likwidacji większości klubów typu WKS, GWKS Lublin uległ rozwiązaniu. W lidze międzywojewódzkiej pozostał tylko Ogniwo Lublin. Wtedy działaczy KS Lublinianka, grający pod szyldem GWKS postanowili przejęć zespół Ogniwo. W 1954 roku w III lidze, grupie VII (Rzeszów-Lublin) występował klub o nazwie Ogniwo/Lublinianka. Klub przestał istnieć jako samodzielna jednostka.

## Barwy klubowe, strój, herb, hymn
|  |  |

Klub ma barwy czerwono-białe. Piłkarze domowe spotkania zazwyczaj grają w czerwono-białych strojach.

## Sukcesy

### Trofea międzynarodowe
Nie uczestniczył w rozgrywkach europejskich (stan na 31-05-2024).

### Trofea krajowe
| \| \| Zdobyte trofea w rozgrywkach Polski (stan na: 31-05-2024) \| |                                                           |      |          |
| Rozgrywki                                                          | Osiągnięcie                                               | Razy | Sezon(y) |
| Mistrzostwo                                                        | I miejsce                                                 | 0    |          |
| Mistrzostwo                                                        | II miejsce                                                | 0    |          |
| Mistrzostwo                                                        | III miejsce                                               | 0    |          |
| Puchar                                                             | zdobywca                                                  | 0    |          |
| Puchar                                                             | finalista                                                 | 0    |          |
| II liga                                                            | I miejsce                                                 | 0    |          |
| II liga                                                            | II miejsce                                                | 0    |          |
| II liga                                                            | III miejsce                                               | 0    |          |
| Polska                                                             | Zdobyte trofea w rozgrywkach Polski (stan na: 31-05-2024) |      |          |

- Lubelska 1 Klasa wojewódzka
  - wicemistrz (1): 1952

## Poszczególne sezony

### Rozgrywki międzynarodowe

#### Europejskie puchary
Klub nie uczestniczył w rozgrywkach europejskich.

### Rozgrywki krajowe
| \| Polska \| Bilans występów klubu w rozgrywkach piłkarskich Polski (Stan na 31 maja 2024 r.) \| \| |                                                                                  |        |       |   |   |   |    |    |     |           |        |        |      |
| Poziom                                                                                              | Rozgrywki                                                                        | Sezony | Mecze | Z | R | P | B+ | B– | Pkt | Lata      | Awanse | Spadki | Naj. |
| I                                                                                                   | Liga                                                                             | 0      |       |   |   |   |    |    |     |           |        |        |      |
| II                                                                                                  | Klasa A / Liga Okręgowa                                                          | 0      |       |   |   |   |    |    |     |           |        |        |      |
| III                                                                                                 | Klasa B / Klasa A                                                                | 2      |       |   |   |   |    |    |     | 1952–1953 | 0      | 0      | 2    |
| IV                                                                                                  | Klasa C / Klasa B                                                                | 2      |       |   |   |   |    |    |     | 1950–1951 | 1      | 0      | 1    |
| | Puchar Polski                                                                    | 0      |       |   |   |   |    |    |     |           |        |        |      |
| Polska                                                                                              | Bilans występów klubu w rozgrywkach piłkarskich Polski (Stan na 31 maja 2024 r.) |        |       |   |   |   |    |    |     |           |        |        |      |

## Struktura klubu

### Stadion
Klub nie miał swojego stadionu. Drużyna rozgrywała swoje mecze domowe w Lublinie na stadionie przy ul. Leszczyńskiego.

## Kibice i rywalizacja z innymi klubami

### Derby
- Budowlani Lublin
- KS Lublinianka
- Motor Lublin